# Sainte-Anne-du-Sault
Pour les articles homonymes, voir Sainte-Anne et Sault.
Sainte-Anne-du-Sault était une municipalité canadienne du Québec située dans la municipalité régionale de comté d'Arthabaska dans la région administrative du Centre-du-Québec. 
Le 9 mars 2016, la municipalité de Sainte-Anne-du-Sault s'est regroupée avec la ville de Daveluyville. 
Ses habitants sont des Saintannois et Saintannoises.

## Administration
Les élections municipales se font en bloc pour le maire et les six conseillers.
| Sainte-Anne-du-Sault Maires depuis 2003                                                                              |                                             |                                                           |                                             |
| Élection | Maire                                       | Qualité                                                   | Résultat                                    |
| 2003 | Jean-Claude Bourassa                        |                                                           | Voir                                        |
| 2005 | Jean-Claude Bourassa                        | Voir                                                      |                                             |
| 2009 | Jean-Claude Bourassa                        | Voir                                                      |                                             |
| 2013 | Ghyslain Noël                               | Maire de la nouvelle municipalité de Daveluyville en 2016 | Voir                                        |
| 2016 | Fusion de la municipalité avec Daveluyville | Fusion de la municipalité avec Daveluyville               | Fusion de la municipalité avec Daveluyville |
| Élection partielle en italique Depuis 2005, les élections sont simultanées dans toutes les municipalités québécoises |                                             |                                                           |                                             |

## Démographie
| 2001  | 2006  | 2011  | 2016  |
| ----- | ----- | ----- | ----- |
| 1 371 | 1 315 | 1 268 | 1 290 |